# Андовище
Андовище — озеро карстового происхождения в Дмитровском районе Орловской области. При относительно небольшой площади поверхности, отличается значительной глубиной для водоёмов данной местности.

## Происхождение названия
Название «Андовище» произошло от старорусского слова ендова́ (яндова́), которое обозначает котловину, небольшое округлое озеро с крутыми берегами или яму, провал, карстовую воронку. Также ендовой называется округлая древнерусская посуда, предназначенная для подачи напитков.
Названия, произошедшие от слова ендова, весьма типичны для карстовых озёр центральной России. Рядом с городом Темниковым в Мордовии находится карстовое озеро Ендовище, в Шаблыкинском районе Орловской области есть реликтовое карстовое озеро Индовище. Такое же название носит озеро в Касимовском районе Рязанской области. Помимо этого, в Конышёвском районе Курской области есть село Яндовще, а в Семилукском районе Воронежской области — село Ендовище. Оба селения находятся в низменных местностях. В Курске есть Ендовищенская улица, расположенная также в низине.
Местные жители иногда называют Андовище Васильевской лужей — по близлежащему посёлку Васильевка.

## Описание
Расположено в 12 км к северо-востоку от Дмитровска, на территории Соломинского сельского поселения, рядом с автомобильной дорогой 54К-9 Дмитровск—Кромы, которая проходит в нескольких десятках метров к северу от озера. Напротив водоёма, от автомобильной дороги Дмитровск—Кромы начинается дорога к посёлку Васильевка, который находится в 1 км к северу от озера и является ближайшим к нему населённым пунктом. Водоём входит в группу из трёх так называемых «Васильевских озёр». Два других, Кочковатое и Иваново, находятся юго-восточнее Андовища.
Озеро имеет овальную форму, близкую к округлой, несколько вытянутую с северо-востока на юго-запад. Название весьма точно характеризует форму водоёма и его происхождение. Озеро занимает карстовую воронку, точное время возникновения которой не установлено. Андовище — бессточное озеро, впадающих рек и ручьёв также нет. Питание осуществляется за счёт подземных вод, а также атмосферных осадков и таяния снега.

## Исторические сведения
Самое раннее картографическое обозначение озера относится к 1860-м годам: тогда Андовище было отмечено как безымянный водоём на трёхвёрстной карте Ф. Ф. Шуберта.
В 1903 году, во время посещения орловским епископом Иринеем церковных приходов Дмитровского уезда, было составлено небольшое описание озера:

У самой дороги слева здесь видно небольшое озеро, которое, по уверениям местных жителей, отличается такой необыкновенной глубиной, что её не удалось доселе измерить, почему и называют это озеро бездонным.— Орловские епархиальные ведомости, 1903 год, № 40, стр. 858
По сведениям 1926 года на озере располагался хутор Васюнина, состоявший из 2-х крестьянских хозяйств. На хуторе проживали 9 человек: 5 мужчин и 4 женщины. Следы бывшего поселения на восточном берегу озера заметны по сей день. На карте 1937 года хутора Васюнина на Андовище уже нет, однако к востоку от озера обозначен кирпичный завод.